# Фролов, Михаил Иванович (Герой Советского Союза, старший сержант)
Михаи́л Ива́нович Фроло́в (1911—1943) — советский солдат, участник Великой Отечественной войны, Герой Советского Союза (1 ноября 1943, посмертно).
В годы Великой Отечественной войны старший сержант М. И. Фролов командовал стрелковым отделением 3-го стрелкового батальона 690-го стрелкового полка 126-й стрелковой дивизии на Сталинградском и Южном фронтах. Отличился 20 октября 1943 года в ходе боёв за город Мелитополь (ныне Запорожская область Украины), ценой своей жизни отразив танковую контратаку противника.

## Биография
Родился 13 ноября 1911 года в деревне Малая Малаховка (по другим данным — в городе Донской или в ныне Донском районе Тульской области) Тульской губернии (ныне Узловского района Тульской области) в крестьянской семье. Русский. После окончания четырёх классов школы работал электрослесарем на Сталиногорском химкомбинате (ныне в городе Новомосковск Тульской области).
В РККА с 1942 года (призван Пролетарским РВК Ростовской, по другим данным — Куйбышевской области). Воевал на Сталинградском и Южном фронтах.
Командир стрелкового отделения 3-го стрелкового батальона 690-го стрелкового полка 126-й стрелковой дивизии 51-й армии Южного фронта старший сержант М. И. Фролов отличился в ходе боёв за город Мелитополь (ныне Запорожская область Украины).
13—17 октября 1943 года в ходе боёв за город 91-я стрелковая дивизия понесла тяжёлые потери, поэтому с 17 октября в бой была введена свежая 126-я Горловская стрелковая дивизия под командованием генерал-майора А. И. Казарцева. 20 октября 1943 года в западной части города на улице Ленина бойцы 690-го стрелкового полка вели уличные бои. Противник непрерывно контратаковал.
Одна из контратак в районе современного завода имени 23 Октября была поддержана танками и была нацелена во фланг советского подразделения. Подпустив первый танк ближе, М. И. Фролов забросал его бутылками с горючей смесью. Танк запылал. В этот момент показался ещё один танк. Огонь пулемёта прошёлся рядом с Фроловым, старший сержант был ранен. Гранаты закончились, но решение пришло мгновенно: оглядев местность, он заметил противотанковую мину. Схватив мину с возгласом: «За Родину! За Сталина!», — Фролов бросился под танк и подорвал его ценой своей жизни. Контратака противника захлебнулась.
23 октября город Мелитополь был полностью освобождён от немецких войск.
Указом Президиума Верховного Совета СССР от 1 ноября 1943 года старший сержант Михаил Иванович Фролов удостоен звания Герой Советского Союза посмертно.
М. И. Фролов похоронен на кладбище воинских захоронений в городе Мелитополь на улице Кирова.

## Награды и звания
Советские государственные награды и звания:
- Герой Советского Союза (1 ноября 1943, посмертно[7]);
- орден Ленина (1 ноября 1943, посмертно).

## Семья
Жена — Анастасия Ивановна, во время войны проживала в селе Смородино Донского района Тульской области.

## Память

Стела «Тулякам — Героям Советского Союза», погибшим в годы Великой Отечественной войны

16 апреля 1965 года решением исполкома городского совета города Мелитополь (Запорожская область Украины) улица Ремесленная была переименована в улицу имени Фролова. Его имя высечено на Аллее Героев в Мелитополе, на мемориале в Туле и на мемориале павшим в Великой Отечественной войне в городе Новомосковске.